# Simeone II di Bulgaria
Simeone di Sassonia-Coburgo-Gotha (in bulgaro Симеон Борисов Сакскобургготски?, traslitterazione Simeon Borisov Sakskoburggotski; Sofia, 16 giugno 1937) è un ex politico e nobile bulgaro.
È stato zar di Bulgaria dal 1943 al 1946 e 62º primo ministro della Bulgaria dal 21 luglio 2001 al 16 agosto 2005. Dalla morte del sovrano rumeno Michele I, avvenuta il 5 dicembre 2017, è l'unico capo di Stato della seconda guerra mondiale ad essere ancora in vita insieme al Dalai Lama, Tenzin Gyatso.

## Biografia

### Giovinezza e regno
Simeone nacque nel 1937 a Sofia, secondogenito ed unico figlio maschio di Boris III di Bulgaria e della moglie, Giovanna di Savoia; il principe apparteneva alla casa di Sassonia-Coburgo e Gotha ed era quindi imparentato con le dinastie reali d'Italia, Regno Unito, Parma, Romania, Belgio e Portogallo.
Nel 1943 il padre si recò al Rastenburg, nella Prussia orientale , per incontrare Hitler, probabilmente per negoziare un armistizio riguardante l'uscita della Bulgaria dalla seconda guerra mondiale; una volta ritornato in patria, lo Zar bulgaro morì il 28 agosto di attacco cardiaco anche se molti, fra cui i dottori che lo assistettero, ritennero che la vera causa del decesso fu avvelenamento. Morto il padre, Simeone, di soli sei anni, ascese al trono e successivamente fu istituito un Consiglio di Reggenza, guidato dallo zio Kyril che venne affiancato da Nikolai Michov, ex Ministro della guerra, e Bogdan Filov, ex Primo ministro. Con la conquista dell'Armata Rossa della Bulgaria, la maggior parte della classe politica fu arrestata nel febbraio del 1945, con l'accusa di collaborazionismo con il nemico, ovvero i tedeschi. Fra i giustiziati c'era anche il principe Kyril. 
La famiglia reale fu confinata nel Palazzo Varna, residenza fuori la capitale, mentre veniva instaurato un regime comunista. Nel 1946 la monarchia fu abolita con un referendum nel quale la repubblica ottenne il 95,6% dei voti.

### Esilio
Costretto a lasciare la Bulgaria Simeone, assieme alla madre ed alla sorella Maria Luisa, si recarono prima in Egitto dove era in esilio il nonno, re Vittorio Emanuele III. Nel 1951 venne concesso ai reali bulgari di recarsi in Spagna, su invito del dittatore Francisco Franco, stabilendosi a Madrid dove Simeone frequentò il Lycée français, un collegio internazionale francese. Nel 1958 entrò nella Valley Forge Military Academy and College, negli Stati Uniti, ottenendo il grado di secondo sottotenente. Tornato nuovamente in Spagna, Simeone studiò legge ed amministrazione commerciale .
Nel 1966, divenuto trentenne, Simeone, che non aveva mai siglato alcun atto di abdicazione, si proclamò re secondo le disposizioni della Costituzione di Tărnovo. Cercò poi di istituire un governo in esilio con sede in Spagna, ma il tutto fallì .

### Matrimonio
Il 20 gennaio 1962 Simeone sposò a Losanna l'aristocratica spagnola Margarita Gómez-Acebo y Cejuela, cugina del marito dell'Infanta Pilar, sorella del re Juan Carlos. La coppia ebbe cinque figli:
- Kardam (1962-2015)[6], principe di Tărnovo
- Kyril (1964), principe di Preslav
- Kubrat (1965), principe di Panagjurište
- Kostantin-Assen (1967) principe di Vidin
- Kalina (1972), contessa di Murány

### Primo ministro della Bulgaria
Con la caduta della repubblica socialista bulgara, Simeone poté ritornare in patria nel 1996 dopo cinquant'anni di esilio. Molte delle proprietà reali ritornarono nelle sue mani. Nell'aprile 2001 Simeone fondò il NDSV (Movimento Nazionale Simeone Secondo), che vinse nello stesso anno le elezioni parlamentari con un programma elettorale che mirava a portare la Bulgaria sul piano europeo occidentale. Simeone divenne così il Primo ministro della Bulgaria, il cui governo era di coalizione fra il NDSV e il DPS (Movimento per i Diritti e le Libertà), rappresentante la minoranza turca presente nel Paese. La Bulgaria entrò ufficialmente nella NATO il 29 marzo 2004.

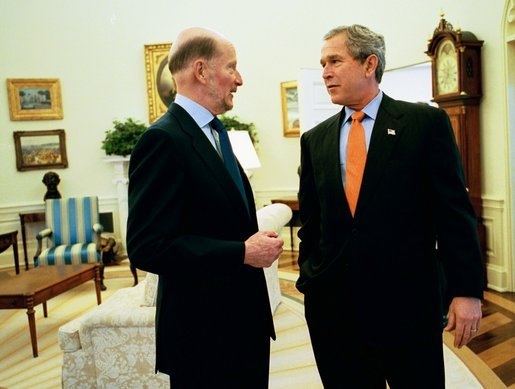
Simeone e George W. Bush.

Dopo aver assunto l'incarico, Simeon prese come cognome Saxecoburggotski, la forma bulgara del nome della sua casa reale, Sassonia-Coburgo-Gotha. Nelle elezioni del 2005 il partito di Simeone arrivò secondo nelle votazioni e fu sostituito come primo ministro da Sergei Stanishev del Partito Socialista Bulgaro. Simeone rimase capo del partito fino al 2009 .

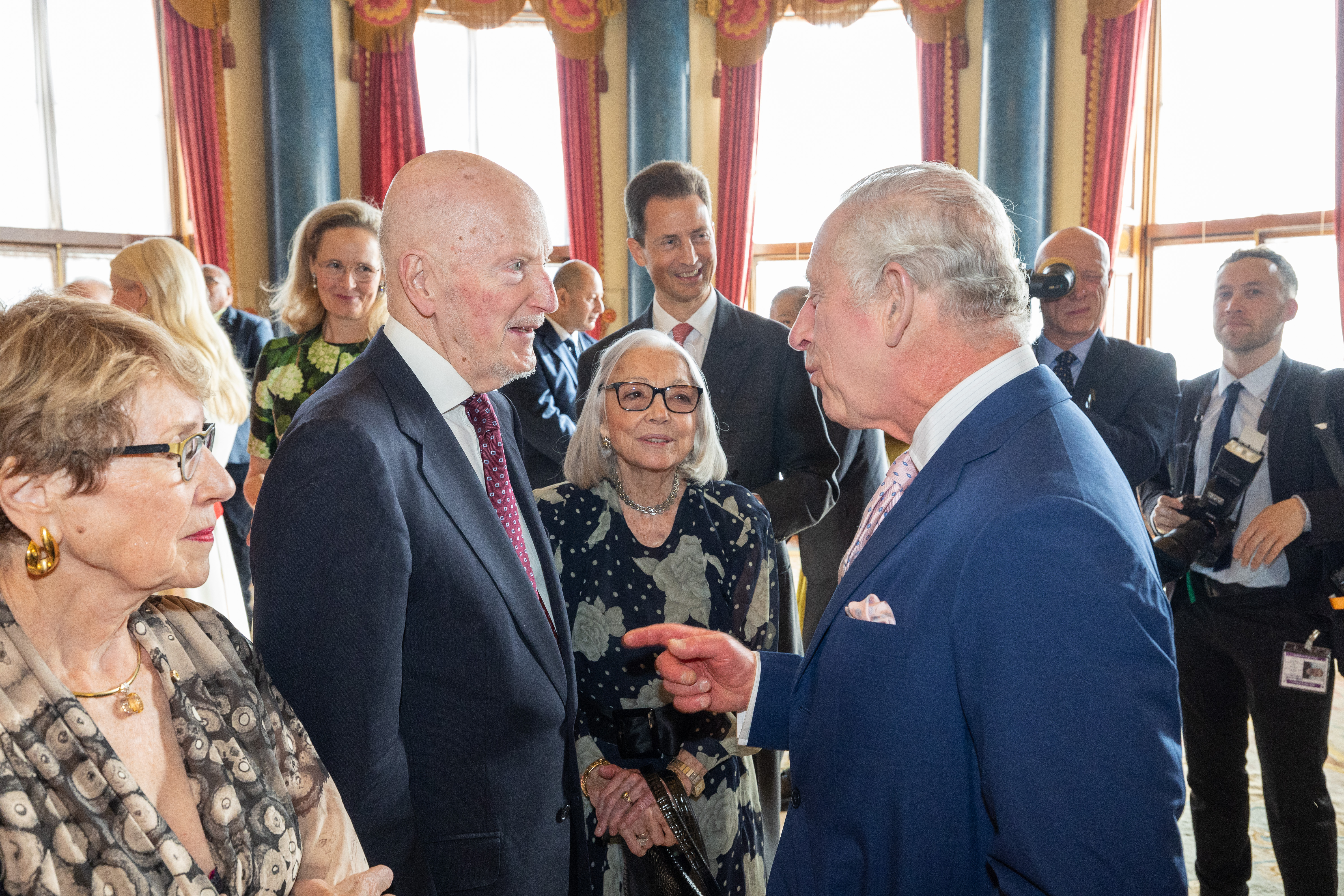
Simeone e re Carlo III, nel 2023.

Ritornato in Bulgaria ed assunto la carica di primo ministro, Simeone II accantonò le sue intenzioni di restaurare una monarchia e di tornare sul trono bulgaro, nonostante la maggioranza dei bulgari all'inizio degli anni 2000 fosse a favore. Ricoprendo poi l'incarico di primo ministro, ha dovuto giurare di proteggere il suo Paese secondo la Costituzione repubblicana.

### Erede della Casa Koháry
Nell'aprile del 2010 morì il suo lontano cugino Giovanni Enrico di Sassonia-Coburgo-Gotha, i suoi titoli passarono a Simeone, visto che lo zio del principe deceduto era morto nel 1994 ed aveva contratto un matrimonio morganatico, quindi i suoi discendenti non erano inclusi nella linea di successione dei titoli del casato. Simeone divenne così il capo della Casa di Sassonia-Coburgo-Gotha-Koháry, assumendo il titolo di Magnate d'Ungheria e pretendente ai castelli di Čabraď e Svätý Anton, entrambi nell'attuale Slovacchia. Nel 2012 ha ceduto i propri diritti come capo della casa di Koháry a sua sorella Maria Luisa.

## Discendenza
Il 20 gennaio 1962 Simeone di Sassonia-Coburgo Gotha ha sposato a Losanna l'aristocratica spagnola Margarita Gómez-Acebo y Cejuela (Madrid, 6 gennaio 1935), parente del marito di Pilar di Borbone-Spagna, sorella del re Juan Carlos I di Spagna, dalla quale ha avuto cinque figli:
- Kardam, principe di Tărnovo (Madrid, 2 dicembre 1962 - Madrid, 7 aprile 2015[6]), sposa a Madrid l'11 luglio 1996 Miriam Ungría y López (2 settembre 1963):
  - Boris, principe di Tărnovo (Madrid, 12 ottobre 1997)
  - Beltram (Madrid, 23 marzo 1999)
- Kiril, principe di Preslav (Madrid, 11 luglio 1964), sposa a Palma di Maiorca il 15 settembre 1989 Rosario Nadal y Fuster-Puigdórfila (22 ottobre 1968):
  - Mafalda Cecilia (Londra, 27 luglio 1994)
  - Olimpia (Londra, 13 dicembre 1995)
  - Tassilo (Londra, 20 gennaio 2002)
- Kubrat, principe di Panagjurište (Madrid, 5 novembre 1965), sposa a Madrid il 2 luglio 1993 Carla María de la Soledad Royo-Villanova y Urrestarazu (3 gennaio 1969):
  - Mirko (Madrid, 26 aprile 1995)
  - Lukás (Madrid, 15 luglio 1997)
  - Tirso (Madrid, 3 giugno 2002)
- Kostantin-Assen, principe di Vidin (Madrid, 5 dicembre 1967), sposa a Madrid il 7 luglio 1994 María García de la Rasilla y Gortázar (13 maggio 1970):
  - Umberto (Madrid, 20 novembre 1999)
  - Sofia (Madrid, 20 novembre 1999)
- Kalina, contessa di Murány (Madrid, 19 gennaio 1972), sposa a Sofia il 26 ottobre 2002 Antonio José Muñoz y Valcárcel (19 settembre 1958):
  - Simeon-Hassan Muñoz (Sofia, 14 marzo 2007)

## Albero genealogico
|                                 |                     |                                  | Genitori                            |  |  | Nonni |  |  | Bisnonni                           |  |  | Trisnonni                             |  |
|                                 |                     |                                  |                                     |  |  |       |  |  | Augusto di Sassonia-Coburgo-Koháry |  |  | Ferdinando di Sassonia-Coburgo-Koháry |  |
|                                 |                     |                                  |                                     |  |  |       |  |  | Augusto di Sassonia-Coburgo-Koháry |  |  | Ferdinando di Sassonia-Coburgo-Koháry |  |
|                                 |                     | Maria Antonia di Koháry          |                                     |  |  |       |  |  | Augusto di Sassonia-Coburgo-Koháry |  |  |                                       |  |
| Ferdinando I di Bulgaria        |                     |                                  |                                     |  |  |       |  |  | Augusto di Sassonia-Coburgo-Koháry |  |  |                                       |  |
|                                 |                     | Clementina d'Orléans             | Luigi Filippo di Francia            |  |  |       |  |  |                                    |  |  |                                       |  |
|                                 |                     | Clementina d'Orléans             | Luigi Filippo di Francia            |  |  |       |  |  |                                    |  |  |                                       |  |
|                                 |                     | Clementina d'Orléans             | Maria Amalia di Borbone-Due Sicilie |  |  |       |  |  |                                    |  |  |                                       |  |
| Boris III di Bulgaria           |                     | Clementina d'Orléans             |                                     |  |  |       |  |  |                                    |  |  |                                       |  |
|                                 |                     | Roberto I di Parma               | Carlo III di Parma                  |  |  |       |  |  |                                    |  |  |                                       |  |
|                                 |                     | Roberto I di Parma               | Carlo III di Parma                  |  |  |       |  |  |                                    |  |  |                                       |  |
|                                 |                     | Roberto I di Parma               | Luisa Maria di Borbone-Francia      |  |  |       |  |  |                                    |  |  |                                       |  |
| Maria Luisa di Borbone-Parma    |                     | Roberto I di Parma               |                                     |  |  |       |  |  |                                    |  |  |                                       |  |
|                                 |                     | Maria Pia di Borbone-Due Sicilie | Ferdinando II delle Due Sicilie     |  |  |       |  |  |                                    |  |  |                                       |  |
|                                 |                     | Maria Pia di Borbone-Due Sicilie | Ferdinando II delle Due Sicilie     |  |  |       |  |  |                                    |  |  |                                       |  |
|                                 |                     | Maria Pia di Borbone-Due Sicilie | Maria Teresa d'Asburgo-Teschen      |  |  |       |  |  |                                    |  |  |                                       |  |
| Simeone II di Bulgaria          |                     | Maria Pia di Borbone-Due Sicilie |                                     |  |  |       |  |  |                                    |  |  |                                       |  |
|                                 | Umberto I di Savoia | Vittorio Emanuele II di Savoia   |                                     |  |  |       |  |  |                                    |  |  |                                       |  |
|                                 | Umberto I di Savoia | Vittorio Emanuele II di Savoia   |                                     |  |  |       |  |  |                                    |  |  |                                       |  |
|                                 | Umberto I di Savoia | Maria Adelaide d'Asburgo-Lorena  |                                     |  |  |       |  |  |                                    |  |  |                                       |  |
| Vittorio Emanuele III di Savoia | Umberto I di Savoia |                                  |                                     |  |  |       |  |  |                                    |  |  |                                       |  |
|                                 |                     | Margherita di Savoia             | Ferdinando di Savoia-Genova         |  |  |       |  |  |                                    |  |  |                                       |  |
|                                 |                     | Margherita di Savoia             | Ferdinando di Savoia-Genova         |  |  |       |  |  |                                    |  |  |                                       |  |
|                                 |                     | Margherita di Savoia             | Elisabetta di Sassonia              |  |  |       |  |  |                                    |  |  |                                       |  |
| Giovanna di Savoia              |                     | Margherita di Savoia             |                                     |  |  |       |  |  |                                    |  |  |                                       |  |
|                                 |                     | Nicola I del Montenegro          | Granduca Mirko Petrović-Njegoš      |  |  |       |  |  |                                    |  |  |                                       |  |
|                                 |                     | Nicola I del Montenegro          | Granduca Mirko Petrović-Njegoš      |  |  |       |  |  |                                    |  |  |                                       |  |
|                                 |                     | Nicola I del Montenegro          | Anastasija Martinović               |  |  |       |  |  |                                    |  |  |                                       |  |
| Elena del Montenegro            |                     | Nicola I del Montenegro          |                                     |  |  |       |  |  |                                    |  |  |                                       |  |
|                                 |                     | Milena Vukotić                   | voivoda Petar Šćepanov Vukotić      |  |  |       |  |  |                                    |  |  |                                       |  |
|                                 |                     | Milena Vukotić                   | voivoda Petar Šćepanov Vukotić      |  |  |       |  |  |                                    |  |  |                                       |  |
|                                 |                     | Milena Vukotić                   | Jelena Voivodić                     |  |  |       |  |  |                                    |  |  |                                       |  |
|                                 |                     | Milena Vukotić                   |                                     |  |  |       |  |  |                                    |  |  |                                       |  |

Simeone II è anche discendente di due papi, Papa Innocenzo VIII e Papa Alessandro VI:
1. Papa Innocenzo VIII
2. Franceschetto Cybo
3. Lorenzo Cybo
4. Alberico I Cybo-Malaspina
5. Alderano Cybo Malaspina
6. Carlo I Cybo-Malaspina (sua madre Marfisa d'Este era discendente di Papa Alessandro VI)
7. Alberico II Cybo-Malaspina
8. Carlo II Cybo-Malaspina
9. Alderano I Cybo-Malaspina
10. Maria Teresa Cybo-Malaspina
11. Maria Beatrice d'Este
12. Maria Teresa d'Austria-Este
13. Maria Teresa di Savoia
14. Carlo III di Parma
15. Roberto I di Parma
16. Maria Luisa di Borbone-Parma
17. Boris III di Bulgaria
18. Simeone II di Bulgaria